# Jerzy Czajkowski
Jerzy Czajkowski (ur. 4 kwietnia 1931 w Kołomyi) – polski etnograf o specjalności historia kultury i sztuki, muzeolog, doktor habilitowany, profesor Instytutu Archeologii Wyższej Szkoły Pedagogicznej w Rzeszowie, profesor Państwowej Wyższej Szkoły Techniczno-Ekonomicznej im. ks. Bronisława Markiewicza w Jarosławiu, profesor Instytutu Turystyki i Rekreacji PWSZ w Jarosławiu.

## Życiorys
W 1950 podjął studia z etnografii w Studium Historii Kultury Materialnej na Uniwersytecie Jagiellońskim. Po ukończeniu studiów I stopnia w 1953 został zatrudniony w Muzeum Etnograficznym w Krakowie. Tytuł magistra uzyskał eksternistycznie w 1959. Pracę doktorską pt. Chałupa wiejska na terenie Beskidu Niskiego i przyległego Pogórza od początku XIX stulecia po dzień dzisiejszy, przygotowaną pod kierunkiem Romana Reinfussa, obronił na Uniwersytecie Marii Curie-Skłodowskiej w Lublinie w 1965. Od stycznia 1972 do 1 kwietnia 1999 sprawował stanowisko dyrektora Muzeum Budownictwa Ludowego w Sanoku. Był redaktorem naczelnym czasopisma „Materiały Muzeum Budownictwa Ludowego w Sanoku” (od numeru 19 do 34 z lat 1974–1998) i regularnie publikował na jego łamach. Został twórcą periodyku „Acta Scansenologica”.
W okresie PRL był członkiem Narodowej Rady Kultury, Związku Europejskich Muzeów na wolnym powietrzu, komitetu narodowego ICOM, przewodniczącym sekcji skansenowskiej Rady Ochrony Zabytków. Członek Komitetu Etnologicznego Polskiej Akademii Nauk. W dniu 13 listopada 1975 oraz 17 lutego 1978 był wybierany członkiem Wojewódzkiej Komisji Rewizyjnej przy Komitecie Wojewódzkim PZPR w Krośnie. 12 czerwca 1986 został członkiem II kadencji Narodowej Rady Kultury.
Razem z Henrykiem Olszańskim jest autorem największego projektu Parku Etnograficznego w Sanoku polegającego na budowie sektora małomiasteczkowego. Autor licznych publikacji z dziedziny etnografii.
W wyborów samorządowych w 2002 bezskutecznie ubiegał się o mandat Rady Miasta Sanoka, startując z listy Komitetu Wyborczego Platforma Gospodarcza.

## Publikacje
- Budownictwo ludowe Podkarpacia (1977)
- Muzea na wolnym powietrzu w Europie. Historia - dzień dzisiejszy - perspektywy (1984)
- Park Etnograficzny w Sanoku. Przewodnik (1988)
- Budownictwo ludowe w Karpatach w XVI-XIX w. Źródła, komentarze (1988)
- Łemkowie w historii i kulturze Karpat. Cz. 2 (1994)
- Łemkowie w historii i kulturze Karpat. Cz. 1 (1995)
- Studia nad Łemkowszczyzną (1999)
- Muzeum Budownictwa Ludowego w Sanoku z perspektywy 45 lat, w: „Materiały Muzeum Budownictwa Ludowego w Sanoku”, Nr 36 (2004), s. 17-61 2005
- Ochrona obiektów przemysłowych w muzeach na wolnym powietrzu, w: „Acta Scansenologica”, T. 9 (2005), s. 9-37.
- Historyczne, osadnicze i etniczne warunki kształtowania się kultur po północnej stronie Karpat, w: „Zeszyty Sądecko-Spiskie”, T. 1 (2006), s. 18-49

## Odznaczenia i wyróżnienia
- Krzyż Kawalerski Orderu Odrodzenia Polski (1978)[14][15]
- Odznaka „Zasłużony Działacz Kultury” (1976)[16]
- Złoty Medal „Zasłużony Kulturze Gloria Artis” (2011)[17].
- Nagroda specjalna wojewody krośnieńskiego (1984)[18]
- Nagroda miesięcznika „Profile” za wybitne osiągnięcia w dziedzinie inicjatyw oraz osiągnięć, społecznych, kulturalnych i oświatowych za rok 1984[19][20]
- Wpis do „Księgi zasłużonych dla województwa krośnieńskiego” (1986)[21][22]
- Nagroda indywidualna Ministra Kultury i Sztuki II stopnia w zakresie konserwacji zabytków i ochrony dóbr kultury (1987)[23]
- Odznaka „Zasłużony dla Sanoka” (1989)[24]
- Medal PTTK „za pomoc i współpracę” (1990)[25]
- Nagroda I stopnia im. Franciszka Kotuli (1999, za całokształt dorobku badawczego nad kulturą ludową Karpat oraz działalność organizacyjną w dziedzinie nauki i skansenologii)[4][26][27]